# Kati i Amerika
Kati i Amerika är en bok av Astrid Lindgren som gavs ut av Albert Bonniers förlag 1950. Boken var resultatet av en Amerikaresa som Astrid Lindgren gjorde på uppdrag åt tidningen Damernas Värld och Albert Bonniers förlag. Det kom ytterligare två böcker om Kati på Bonniers: Kati på Kaptensgatan 1952 (även utgiven under titeln Kati i Italien) samt Kati i Paris 1953. Berättelserna om Kati publicerades först som följetonger och därefter i bokform.